# Lohe (Dinkelsbühl)
Lohe ([ˈloːə] ) ist ein Gemeindeteil der Großen Kreisstadt Dinkelsbühl im Landkreis Ansbach (Mittelfranken, Bayern). Lohe liegt in der Gemarkung Hellenbach.

## Geografie
Südlich des Weilers fließt der Lohwassergraben, ein linker Zufluss der Wörnitz, und ist unmittelbar von Acker- und Grünland umgeben. 0,3 km östlich liegt das Waldgebiet Lichtenschlag. Eine Gemeindeverbindungsstraße führt nach Hellenbach (0,6 km nordwestlich) bzw. zu einer Gemeindeverbindungsstraße (0,9 km östlich).

## Geschichte
Die Fraisch über Lohe war strittig zwischen dem ansbachischen Oberamt Feuchtwangen, dem oettingen-spielbergischen Oberamt Dürrwangen und der Reichsstadt Dinkelsbühl. Der Ort gehörte zur Realgemeinde Hellenbach. Im Jahr 1732 bestand der Ort aus 3 Anwesen (2 Höfe, 1 Gütlein). Das Spital der Reichsstadt Dinkelsbühl hatte die Grundherrschaft über alle Anwesen. An diesen Verhältnissen änderte sich bis zum Ende des Alten Reichs nichts. Von 1797 bis 1808 unterstand der Ort dem Justiz- und Kammeramt Feuchtwangen.
Im Jahr 1809 wurde Lohe infolge des Gemeindeedikts dem Steuerdistrikt Schopfloch und der Ruralgemeinde Lehengütingen zugeordnet. Mit dem Zweiten Gemeindeedikt (1818) wurde der Ort in die neu gebildete Ruralgemeinde Hellenbach überwiesen. Am 1. Juli 1971 wurde Lohe im Zuge der Gebietsreform in Bayern nach Dinkelsbühl eingegliedert.

## Einwohnerentwicklung
| Jahr      | 001818 | 001840 | 001861 | 001871 | 001885 | 001900 | 001925 | 001950 | 001961 | 001970 | 001987 | 002015 |
| Einwohner | 27     | 24     | 28     | 24     | 22     | 28     | 24     | 37     | 29     | 19     | 24     | 9      |
| Häuser    | 4      | 5      |        |        | 4      | 4      | 4      | 4      | 5      |        | 5      |        |
| Quelle    | [ 13 ] | [ 14 ] | [ 15 ] | [ 16 ] | [ 17 ] | [ 18 ] | [ 19 ] | [ 20 ] | [ 21 ] | [ 22 ] | [ 23 ] | [ 1 ]  |

## Religion
Der Ort ist seit der Reformation evangelisch-lutherisch geprägt und bis heute nach St. Wendelin (Lehengütingen) gepfarrt. Die Katholiken sind nach St. Georg (Dinkelsbühl) gepfarrt.